# Amravati

Amravati é uma cidade do estado de Maarastra, na Índia. Localiza-se no centro do país. Tem cerca de 582 mil habitantes. Chamou-se anteriormente Araoti.